# 纳吉·伊姆赖
纳吉·伊姆赖（匈牙利語：Nagy Imre，1933年2月21日—2013年10月20日），匈牙利男子现代五项运动员。他曾参加1960年和1964年夏季奥运会，其中1960年奥运会获得男子团体金牌和男子个人银牌，1964年奥运会则获得男子团体铜牌。